# كو شانج هيون
كو شانج هيون (15 سبتمبر 1983 بكوريا الجنوبية - ) هو لاعب كرة قدم كوري جنوبي في مركز الوسط. شارك مع منتخب كوريا الجنوبية تحت 20 سنة لكرة القدم. أما مع النوادي، فقد لعب مع سوون سامسونغ بلووينغز ونادي أولسان هيونداي ونادي بوسان أي بارك وجوانجو سانجمو ‏ ودايجون هانا سيتزن.

## وصلات خارجية
- كو شانج هيون على موقع الاتحاد الدولي (مؤرشف)  (الإنجليزية)
- كو شانج هيون على موقع دوري كوريا الجنوبية (الإنجليزية)
- كو شانج هيون على موقع قاعدة بيانات كرة القدم.إي يو (الإنجليزية)